# Perfect Day
«Perfect Day» es una canción escrita por Lou Reed en 1972 y forma parte del disco Transformer. Su fama se disparó en la década de 1990 cuando apareció en el filme de 1996 Trainspotting, y después fue lanzada como sencillo benéfico en 1997.
La letra de la canción suele ser tomada como una expresión de devoción amorosa convencional, posiblemente aludiendo a la relación que Reed tuvo con Bettye Kronstad (la cual se convirtió en su primera esposa) y los propios conflictos de Reed con el uso de drogas y ego.
Sin embargo, en una interpretación más profunda de la letra, entre la descripción de un "día perfecto", se interponen líneas como "You just keep me hanging on" (es por ti que aguanto), y "I thought I was someone else, someone good" (pensaba ser otra persona, alguien bueno) que sugieren un anhelo profundo, más que clichés románticos, un sentido irónico también se le ha interpretado y aluden a la felicidad o infelicidad subyacente y dolorosa de la nostalgia a menudo sentida aun cuando un acontecimiento es vivido. Algunos comentarios sugieren que la canción es cantada a la heroína, aunque como Reed nunca ha tratado de ocultar su dependencia a esta droga, no hay razones para que se oculte un mensaje en la canción.
Reed regrabó esta canción para su álbum de 2003, The Raven.

## Trainspotting
La canción fue usada para una de las escenas más recordadas de esta película de 1996. En esta escena clásica del cine, el protagonista Mark Renton cae inconsciente después de inyectarse heroína, sufrir una sobredosis y hundirse en una alfombra de la cual sólo sale en el hospital varias horas después.
Esta escena provocó que la canción vuelva a tener éxito en los años '90.

## Video de laBBCy lanzamiento benéfico
En 1997 el track fue grabado por BBC en un comercial para mostrar los distintos estilos musicales que cubre el cual fue transmitido en la BBC y cines. Este presentaba a Lou Reed junto a otros artistas. Propiciado por una gran demanda, el sencillo se lanzó en noviembre para ayudar a la fundación Children in Need, el sencillo fue el más vendido durante tres semanas. El lanzamiento presentaba, además de la original, una versión cantada enteramente por voces femeninas y una cantada por voces masculinas. 

### Temas
1. «Perfect Day '97»
2. «Perfect Day '97» - Versión femenina
3. «Perfect Day '97» - Versión masculina

### Músicos
- Lou Reed
- Bono
- Skye Edwards (de Morcheeba)

- David Bowie
- Suzanne Vega
- Elton John
- Andrew Davis

- Boyzone
- Lesley Garrett
- Lou Reed
- Burning Spear
- Bono
- Thomas Allen
- Brodsky Quartet

- Heather Small (de M People)
- Emmylou Harris
- Tammy Wynette
- Shane MacGowan
- Sheona White (cuerno tenor)

- Dr. John
- David Bowie
- Robert Cray
- Huey (de Fun Lovin' Criminals)

- Ian Broudie (from The Lightning Seeds)
- Gabrielle
- Dr. John
- Evan Dando (from The Lemonheads)
- Emmylou Harris

- Courtney Pine (Saxofón soprano)
- BBC Symphony Orchestra
- Sir Andrew Davis
- Bono

- Brett Anderson (de Suede)
- Visual Ministry Choir
- Joan Armatrading
- Laurie Anderson
- Heather Small
- Tom Jones
- Heather Small
- Lou Reed

- Luciano Pavarotti
- Lou Reed